# Dědkovo
Dědkovo este o arie protejată (arie specială de conservare — SAC, sit de importanță comunitară — SCI) din Republica Cehă întinsă pe o suprafață de 5,49 ha, integral pe uscat.

## Localizare
Centrul sitului Dědkovo este situat la coordonatele 49°32′44″N 16°22′33″E / 49.545556°N 16.375833°E.

## Înființare
Situl Dědkovo a fost declarat sit de importanță comunitară în aprilie 2005 pentru a proteja 1 specie de plante. Situl a fost protejat și ca arie specială de conservare în iulie 2012.

## Biodiversitate
Situată în ecoregiunea continentală, aria protejată nu include niciun habitat protejat.
La baza desemnării sitului se află o specie protejată de  plante: papucul doamnei (Cypripedium calceolus).